# Evippa rubiginosa
Evippa rubiginosa là một loài nhện trong họ Lycosidae.
Loài này thuộc chi Evippa. Evippa rubiginosa được Eugène Simon miêu tả năm 1885.